# Abgereichertes Zinkoxid
Abgereichertes Zinkoxid (englisch Depleted Zinc Oxide), kurz DZO, ist ein Begriff aus der Kerntechnik.
Zinkoxid wird dem Kühlwasser von Siedewasserreaktoren beigegeben, um das Korrosionsverhalten der mit dem Kühlwasser in Berührung kommenden Komponenten zu verbessern. Die Menge an Korrosionsprodukten, auch an radioaktiven Korrosionsprodukten, die unvermeidlich in das Kühlwasser gelangen, wird dadurch verringert, dementsprechend auch die Strahlung der Kühlkreislaufkomponenten nach längerem Reaktorbetrieb, die von abgelagerten Korrosionsprodukten herrührt. Dies führt bei Wartungsarbeiten usw. zu einer geringeren Dosisbelastung des Personals.
Ungünstigerweise wird jedoch das im natürlichen Isotopengemisch von Zink (48,6 % 64Zn, 27,9 % 66Zn, 4,1 % 67Zn, 18,8 % 68Zn, 0,6 % 70Zn) enthaltene Isotop 64Zn im Reaktor durch Neutroneneinfang in das radioaktive Isotop 65Zn umgewandelt. Bei dessen Zerfall in das stabile 65Cu wird eine relativ harte Gammastrahlung (ca. 1,1 MeV) abgegeben.
In DZO ist der Anteil des Hauptisotops 64Zn drastisch reduziert (auf < 1 %). Dadurch wird entsprechend weniger 65Zn gebildet und so die Strahlung der Komponenten des Kühlkreislaufs weiter verringert.